# Pseudapis patellata
Pseudapis patellata là một loài Hymenoptera trong họ Halictidae. Loài này được Magretti mô tả khoa học năm 1884.